# Selección de balonmano de Kuwait
La Selección de balonmano de Kuwait es el equipo formado por jugadores de nacionalidad kuwaití que representa a la Federación Kuwaití de Balonmano en las competiciones internacionales organizadas por la Federación Internacional de Balonmano (IHF) o el Comité Olímpico Internacional (COI). Tiene en sus vitrinas cuatro campeonatos de Asia, conquistados en 1995, 2002, 2004 y 2006.

## Historial

### Juegos Olímpicos
- 1936 - No participó
- 1972 - No participó
- 1976 - No participó
- 1980 - 12.ª plaza
- 1984 - No participó
- 1988 - No participó
- 1992 - No participó
- 1996 - 12.ª plaza
- 2000 - No participó
- 2004 - No participó
- 2008 - No participó

### Campeonatos del Mundo
- 1938 - No participó
- 1954 - No participó
- 1958 - No participó
- 1961 - No participó
- 1964 - No participó
- 1967 - No participó
- 1970 - No participó
- 1974 - No participó
- 1978 - No participó
- 1982 - 15.ª plaza
- 1986 - No participó
- 1990 - No participó
- 1993 - No participó
- 1995 - 20.ª plaza
- 1997 - No participó
- 1999 - 19.ª plaza
- 2001 - 23ª plaza
- 2003 - 20.ª plaza
- 2005 - 22.ª plaza
- 2007 - 18.ª plaza
- 2009 - 22.ª plaza
- 2011 -No participó
- 2013 - No participó
- 2015 - No participó
- 2017 - No participó
- 2019 - No participó
- 2021 - No participó
- 2023 - No participó
- 2025 - 27.ª plaza

### Campeonatos de Asia
- 1977 - 4.ª plaza
- 1979 -  Tercera
- 1983 -  Tercera
- 1987 -  Tercera
- 1989 -  Tercera
- 1991 - 8.ª plaza
- 1993 -  Subcampeona
- 1995 -  Campeona
- 2000 - No participó
- 2002 -  Campeona
- 2004 -  Campeona
- 2006 -  Campeona
- 2008 -  Subcampeona
- 2010 - Retirado
- 2012 - 8.ª plaza
- 2014 - 7.ª plaza
- 2020 - 8.ª plaza
- 2022 - 7.ª plaza
- 2024 - 4.ª plaza